# ديفيد غليسون (كاتب)
ديفيد غليسون (بالإنجليزية: David Gleeson)‏ هو مؤلف وكاتب سيناريو ومخرج أيرلندي، ولد في 1966 في ليمريك في جمهورية أيرلندا.

## وصلات خارجية
- ديفيد غليسون على موقع IMDb (الإنجليزية)
- ديفيد غليسون على موقع ألو سيني (الفرنسية)
- ديفيد غليسون على موقع أول موفي (الإنجليزية)
- ديفيد غليسون على موقع قاعدة بيانات الأفلام السويدية (السويدية)
- ديفيد غليسون على موقع قاعدة بيانات الفيلم (الإنجليزية)
- ديفيد غليسون على موقع كينوبويسك (الروسية)